# Dreiband-Europameisterschaft 1981

Logo CEB (ausrichtender Verband)

Veranstaltungsort: Wien

Die Dreiband-Europameisterschaft 1981 war das 39. Turnier in dieser Disziplin des Karambolagebillards und fand vom 18. bis 22. März 1981 in Wien statt. Es war nach 1965 die zweite Dreiband-EM in Wien. Der österreichische Verband hat die Meisterschaft aus Anlass seines 50-jährigen Bestehens ausgerichtet.

## Geschichte
Da immer mehr Verbände für die Europameisterschaften melden wurde ein neues System mit 16 Teilnehmern gespielt. So konnte man mit vier Teilnehmern mehr einen Tag sparen. Die Leistungen bei dieser Meisterschaft waren nicht sehr gut. Vermutlich lag es an den Lichtstrahlern die das österreichische Fernsehen für die Live-Übertragungen aufgebaut hatte. So war es extrem heiß an den Tischen und der Bandenabschlag war ungewöhnlich. Der einzige der damit offensichtlich keine Probleme hatte, war Raymond Ceulemans. Wieder einmal ungeschlagen mit allen Turnierbestleistungen sicherte er sich den Titel. Dass Egidio Vierat auf Platz neun den zweitbesten Generaldurchschnitt (GD) spielte, zeigte die Problematik auf. Vielleicht war auch der Druck sehr groß da man unter die ersten drei kommen musste, um in die Finalrunde einzuziehen. Somit wurde in vielen Spielen sehr defensiv gespielt um nicht zu verlieren. Der deutsche Meister Günter Siebert stand in seiner Vorrundenpartie gegen Ceulemans kurz vor einer Überraschung. Beim Stand von 55:55 beendete der Belgier aber die Partie. Der Lokalmatador und Mitfavorit Johann Scherz war von seiner Leistung mit 0,806 GD sehr enttäuscht. So schlecht wie bei dieser Meisterschaft hat er seit 1957 in keinem Turnier mehr gespielt. Erstmals nahm der 20-jährige Luxemburger, später vielfacher Welt- und Europameister, Fonsy Grethen an einer Dreiband-EM teil.

## Modus
Gespielt wurde in zwei Vorrundengruppen „Jeder gegen Jeden“ bis 60 Punkte mit Nachstoß/Aufnahmegleichheit. Die Gruppen bestanden aus je acht Spielern. Die beiden Gruppenletzten schieden aus. Die Partiepunkte aus der Vorrunde wurden in die Finalrunde der besten sechs (drei je Gruppe) mitgenommen. Platz sieben, neun und elf wurden ausgespielt.

## Vorrunden Gruppen
| MP    | Match Points (Sieger = 2; Unentschieden = 1; Verlierer = 0) |
| Pkte. | Erzielte Karambolagen                                       |
| Aufn. | Benötigte Versuche                                          |
| GD    | Generaldurchschnitt                                         |
| BED   | Bester Einzeldurchschnitt eines Spielers                    |
| HS    | Höchstserie                                                 |
|       | Bester GD des Turniers                                      |
|       | Bester ED des Turniers                                      |
|       | Beste HS des Turniers                                       |
|       | 1. Platz (Gold)                                             |
|       | 2. Platz (Silber)                                           |
|       | 3. Platz (Bronze)                                           |

| Abschlusstabelle Vorrunden-Gruppe A | Abschlusstabelle Vorrunden-Gruppe A | Abschlusstabelle Vorrunden-Gruppe A | Abschlusstabelle Vorrunden-Gruppe A | Abschlusstabelle Vorrunden-Gruppe A | Abschlusstabelle Vorrunden-Gruppe A | Abschlusstabelle Vorrunden-Gruppe A | Abschlusstabelle Vorrunden-Gruppe A |
| Platz                               | Name                                | MP                                  | Pkte.                               | Aufn.                               | GD                                  | BED                                 | HS                                  |
| ----------------------------------- | ----------------------------------- | ----------------------------------- | ----------------------------------- | ----------------------------------- | ----------------------------------- | ----------------------------------- | ----------------------------------- |
| 1                                   | Raymond Ceulemans                   | 14:0                                | 420                                 | 322                                 | 1,304                               | 1,875                               | 8                                   |
| 2                                   | Raymond Steylaerts                  | 9:5                                 | 396                                 | 508                                 | 0,779                               | 0,967                               | 6                                   |
| 3                                   | Eddy van de Looy                    | 8:6                                 | 376                                 | 469                                 | 0,801                               | 0,983                               | 8                                   |
| 4                                   | Günter Siebert                      | 8:6                                 | 384                                 | 503                                 | 0,763                               | 0,895                               | 7                                   |
| 5                                   | Marco Machado                       | 7:7                                 | 404                                 | 542                                 | 0,745                               | 1,016                               | 9                                   |
| 6                                   | Danny Korte                         | 6:8                                 | 373                                 | 521                                 | 0,715                               | 0,800                               | 8                                   |
| 7                                   | Wolfgang Anreitter                  | 3:11                                | 336                                 | 499                                 | 0,673                               | 0,821                               | 10                                  |
| 8                                   | Willy Junod                         | 1:13                                | 285                                 | 492                                 | 0,579                               | 0,521                               | 5                                   |
| Gruppendurchschnitt: 0,771          |                                     |                                     |                                     |                                     |                                     |                                     |                                     |

| Abschlusstabelle Vorrunden-Gruppe B | Abschlusstabelle Vorrunden-Gruppe B | Abschlusstabelle Vorrunden-Gruppe B | Abschlusstabelle Vorrunden-Gruppe B | Abschlusstabelle Vorrunden-Gruppe B | Abschlusstabelle Vorrunden-Gruppe B | Abschlusstabelle Vorrunden-Gruppe B | Abschlusstabelle Vorrunden-Gruppe B |
| Platz                               | Name                                | MP                                  | Pkte.                               | Aufn.                               | GD                                  | BED                                 | HS                                  |
| ----------------------------------- | ----------------------------------- | ----------------------------------- | ----------------------------------- | ----------------------------------- | ----------------------------------- | ----------------------------------- | ----------------------------------- |
| 1                                   | Mats Noren                          | 11:3                                | 408                                 | 474                                 | 0,860                               | 0,937                               | 10                                  |
| 2                                   | Piet de Jong                        | 10:4                                | 392                                 | 526                                 | 0,745                               | 1,034                               | 9                                   |
| 3                                   | Daniel Bruggheman                   | 9:5                                 | 386                                 | 479                                 | 0,805                               | 1,153                               | 7                                   |
| 4                                   | Johann Scherz                       | 8:6                                 | 389                                 | 476                                 | 0,817                               | 0,967                               | 7                                   |
| 5                                   | Egidio Vierat                       | 7:7                                 | 390                                 | 455                                 | 0,857                               | 1,463                               | 10                                  |
| 6                                   | José Quetglas                       | 6:8                                 | 371                                 | 478                                 | 0,776                               | 1,052                               | 7                                   |
| 7                                   | Antonio Oddo                        | 3:11                                | 351                                 | 508                                 | 0,690                               | 0,857                               | 8                                   |
| 8                                   | Fonsy Grethen                       | 2:12                                | 319                                 | 524                                 | 0,608                               | 0,769                               | 6                                   |
| Gruppendurchschnitt: 0,766          |                                     |                                     |                                     |                                     |                                     |                                     |                                     |

### Platzierungsspiele
| Platz             | Name           | MP  | Pkte | Aufn. | GD    | BED   | HS |
| ----------------- | -------------- | --- | ---- | ----- | ----- | ----- | -- |
| Spiel um Platz 7  |                |     |      |       |       |       |    |
| 7                 | Johann Scherz  | 2:0 | 60   | 81    | 0,740 | 0,740 | 4  |
| 8                 | Günter Siebert | 0:2 | 58   | 81    | 0,716 | –     | 6  |
| Spiel um Platz 9  |                |     |      |       |       |       |    |
| 9                 | Egidio Vierat  | 2:0 | 60   | 64    | 0,937 | 0,937 | 9  |
| 10                | Mario Machado  | 0:2 | 45   | 64    | 0,703 | –     | 5  |
| Spiel um Platz 11 |                |     |      |       |       |       |    |
| 11                | Danny Korte    | 2:0 | 60   | 65    | 0,923 | 0,923 | 5  |
| 12                | José Quetglas  | 0:2 | 59   | 65    | 0,907 | –     | 4  |

## Finalrunde
| Platz | Name               | MP  | Pkte | Aufn. | GD    | BED   | HS |
| ----- | ------------------ | --- | ---- | ----- | ----- | ----- | -- |
| 1     | Raymond Ceulemans  | 6:0 | 180  | 112   | 1,607 | 2,068 | 11 |
| 2     | Raymond Steylaerts | 6:0 | 180  | 204   | 0,882 | 0,952 | 6  |
| 3     | Eddy van de Looy   | 3:3 | 174  | 204   | 0,852 | 1,200 | 8  |
| 4     | Piet de Jong       | 2:4 | 142  | 164   | 0,865 | 0,833 | 7  |
| 5     | Daniel Bruggheman  | 1:5 | 123  | 190   | 0,647 | 0,731 | 6  |
| 6     | Mats Noren         | 0:6 | 142  | 166   | 0,855 | –     | 10 |

## Abschlusstabelle
| Endklassement              | Endklassement      | Endklassement | Endklassement | Endklassement | Endklassement | Endklassement | Endklassement |
| Platz                      | Name               | MP            | Pkte.         | Aufn.         | GD            | BED           | HS            |
| -------------------------- | ------------------ | ------------- | ------------- | ------------- | ------------- | ------------- | ------------- |
| 1                          | Raymond Ceulemans  | 20:0          | 600           | 434           | 1,382         | 2,068         | 11            |
| 2                          | Raymond Steylaerts | 15:5          | 576           | 712           | 0,808         | 0,967         | 6             |
| 3                          | Piet de Jong       | 12:8          | 534           | 690           | 0,773         | 1,034         | 9             |
| 4                          | Eddy van de Looy   | 11:9          | 550           | 673           | 0,817         | 1,200         | 8             |
| 5                          | Daniel Bruggheman  | 10:10         | 509           | 669           | 0,760         | 1,153         | 8             |
| 6                          | Mats Noren         | 11:9          | 550           | 640           | 0,859         | 0,937         | 10            |
| 7                          | Johann Scherz      | 10:6          | 449           | 557           | 0,806         | 0,967         | 7             |
| 8                          | Günter Siebert     | 8:8           | 442           | 584           | 0,756         | 0,895         | 7             |
| 9                          | Egidio Vierat      | 9:7           | 450           | 519           | 0,867         | 1,463         | 10            |
| 10                         | Mario Machado      | 7:9           | 449           | 606           | 0,740         | 1,016         | 9             |
| 11                         | Danny Korte        | 8:8           | 433           | 586           | 0,738         | 0,923         | 8             |
| 12                         | José Quetglas      | 6:10          | 430           | 543           | 0,791         | 1,052         | 7             |
| 13                         | Antonio Oddo       | 3:11          | 351           | 508           | 0,690         | 0,857         | 8             |
| 14                         | Wolfgang Anreitter | 3:11          | 336           | 499           | 0,673         | 0,821         | 10            |
| 15                         | Fonsy Grethen      | 2:12          | 319           | 524           | 0,608         | 0,769         | 6             |
| 16                         | Willy Junod        | 1:13          | 285           | 492           | 0,579         | 0,521         | 5             |
| Turnierdurchschnitt: 0,786 |                    |               |               |               |               |               |               |